# Мілославов
Мілославов (словац. Miloslavov) — село, громада округу Сенець, Братиславський край, південно-західна Словаччина. Кадастрова площа громади — 10,19 км².
Населення 3035 осіб (станом на 31 грудня 2017 року).

## Історія
Мілославов згадується 1244 року.

## Географія
Протікає канал Томашов-Легниці.

## Населення
| Рік:            | 1994. | 2004.    | 2014.     | 2024.     |
| --------------- | ----- | -------- | --------- | --------- |
| Кількість осіб: | 751   | 999      | 2134      | 6548      |
| Різниця:        |       | +33,02 % | +113,61 % | +206,84 % |

| Рік:            | 2023. | 2024.   |
| --------------- | ----- | ------- |
| Кількість осіб: | 6078  | 6548    |
| Різниця:        |       | +7,73 % |